# Marius Ebbers
Pour les articles homonymes, voir Ebbers.
Marius Ebbers est un footballeur allemand, né le 4 janvier 1978 à Essen en Allemagne. Il évolue comme attaquant.
Il met fin à sa carrière professionnelle en 2013, mais continue à jouer en amateur avec le VfL 93 Hambourg.

## Carrière
| Saison    | Club          | Pays              | Championnat         | Coupes nationales | Coupes continentales |
| --------- | ------------- | ----------------- | ------------------- | ----------------- | -------------------- |
| 1998-1999 | MSV Duisbourg | Bundesliga        | 2 matchs            | —                 | —                    |
| 1999–2000 | Wattenscheid  | Oberligen Nord    | ?                   | ?                 | —                    |
| 2000–2001 | Wattenscheid  | Regionalliga Nord | 17 matchs / 14 buts | —                 | —                    |
| 2000–2001 | MSV Duisbourg | 2.Bundesliga      | 17 matchs / 5 buts  | 1 match           | —                    |
| 2001–2002 | MSV Duisbourg | 2.Bundesliga      | 30 matchs / 12 buts | —                 | —                    |
| 2002–2003 | MSV Duisbourg | 2.Bundesliga      | 31 matchs / 15 buts | 2 matchs          | —                    |
| 2003–2004 | FC Cologne    | Bundesliga        | 17 matchs / 1 but   | 3 matchs / 2 buts | —                    |
| 2004–2005 | FC Cologne    | 2.Bundesliga      | 31 matchs / 9 buts  | 2 matchs          | —                    |
| 2005–2006 | Aachen        | 2.Bundesliga      | 28 matchs / 13 buts | —                 | —                    |
| 2006–2007 | Aachen        | Bundesliga        | 27 matchs / 2 buts  | 3 matchs / 2 buts | —                    |
| 2007–2008 | Aachen        | 2.Bundesliga      | 29 matchs / 5 buts  | 3 matchs / 2 buts | —                    |
| 2008–2009 | Sankt Pauli   | 2.Bundesliga      | 24 matchs / 10 buts | 1 match           | —                    |
| 2009–2010 | Sankt Pauli   | 2.Bundesliga      | 34 matchs / 20 buts | 1 match           | —                    |
| 2010–2011 | Sankt Pauli   | Bundesliga        | 31 matchs / 3 buts  | 1 match           | —                    |
| 2011–2012 | Sankt Pauli   | 2.Bundesliga      | 21 matchs / 9 buts  | 1 match           | —                    |
| 2012–2013 | Sankt Pauli   | 2.Bundesliga      | 28 matchs / 4 buts  | 1 match           | —                    |

Dernière mise à jour le 16 août 2013

## Palmarès
- FC Cologne
  - Vainqueur de la 2.Bundesliga en 2005.